# Fritillaria pallidiflora
Fritillaria pallidiflora är en liljeväxtart som beskrevs av Alexander Gustav von Schrenk. Fritillaria pallidiflora ingår i Klockliljesläktet och i familjen liljeväxter. Inga underarter finns listade.

## Bildgalleri

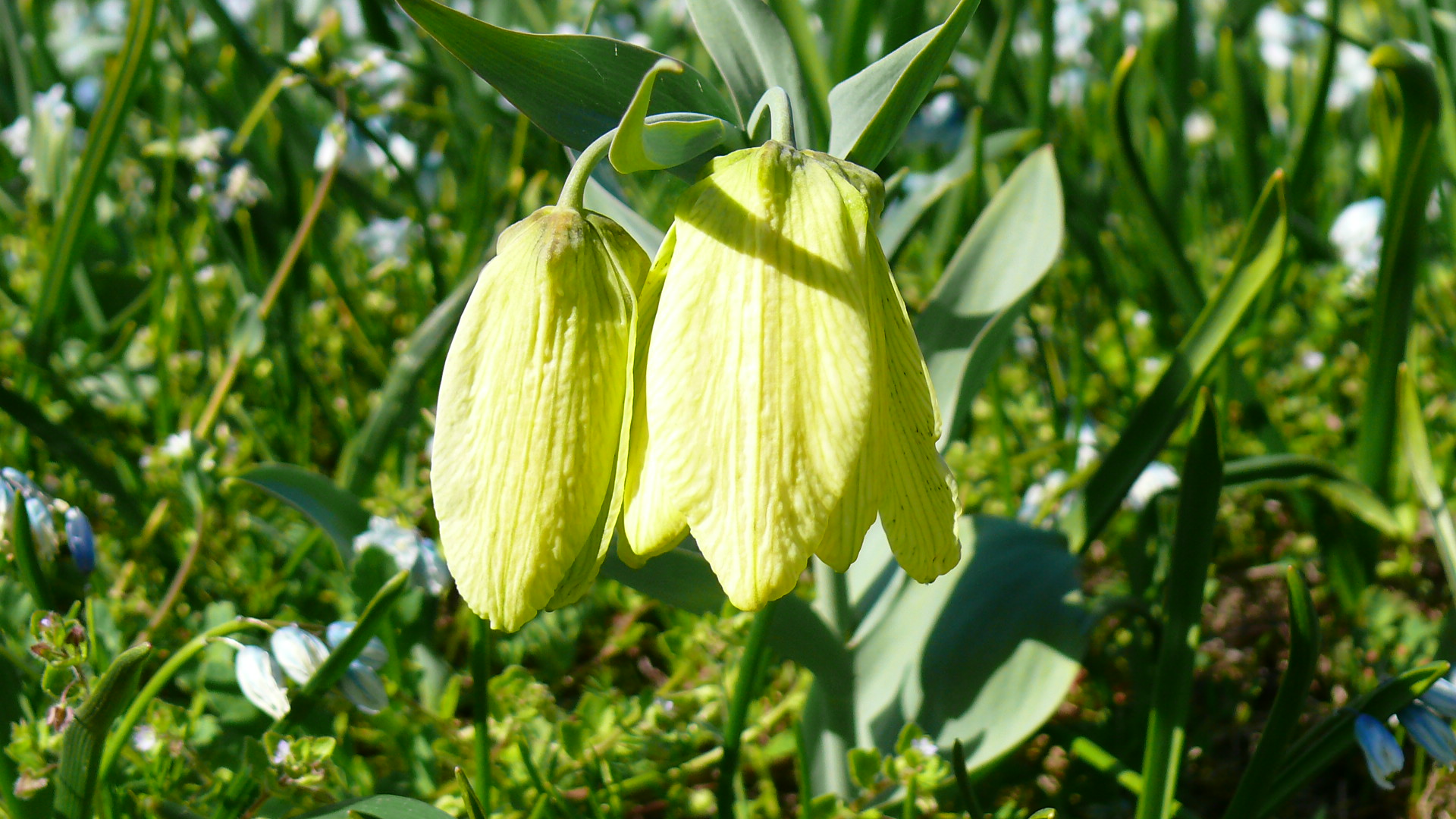
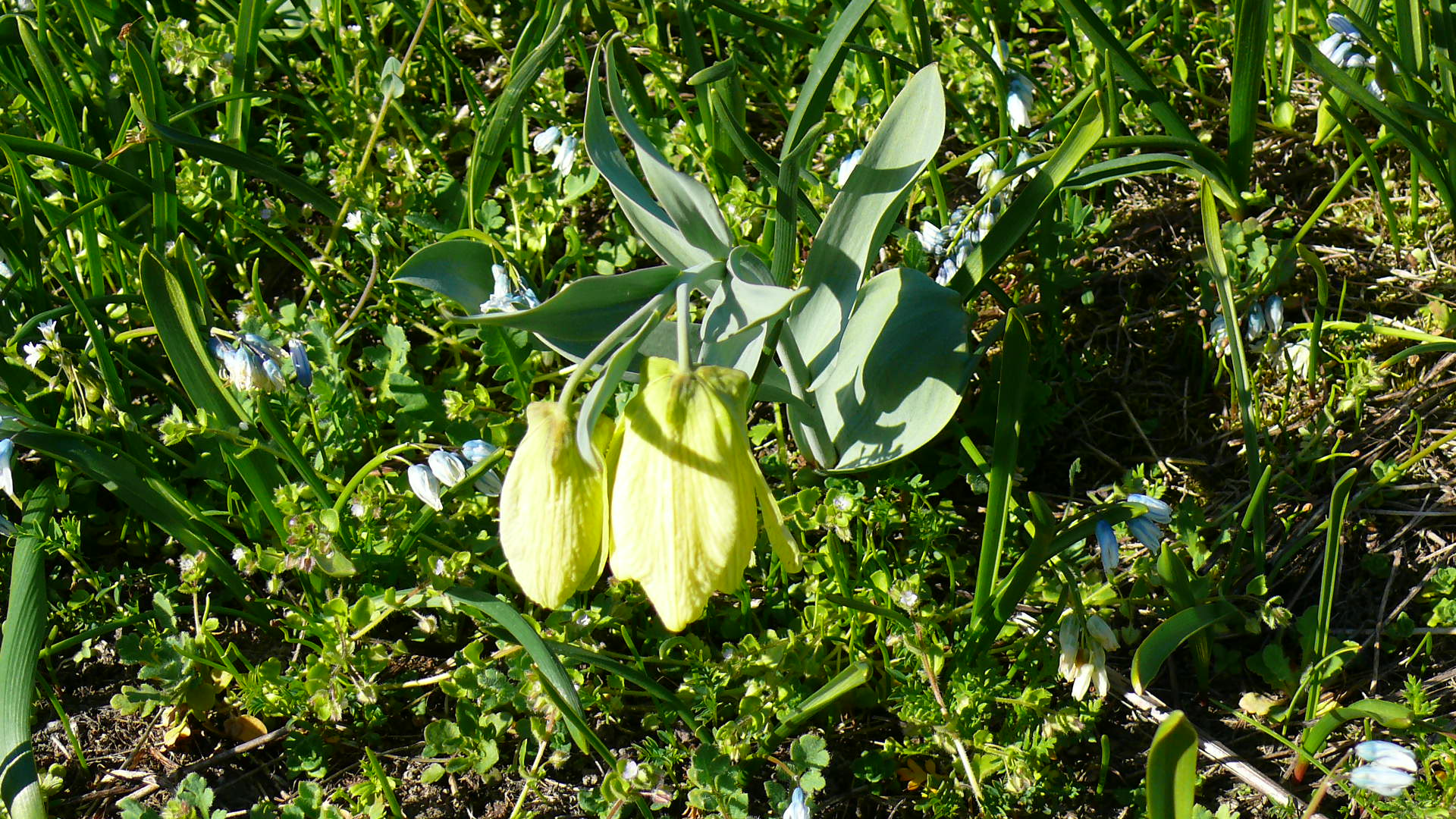
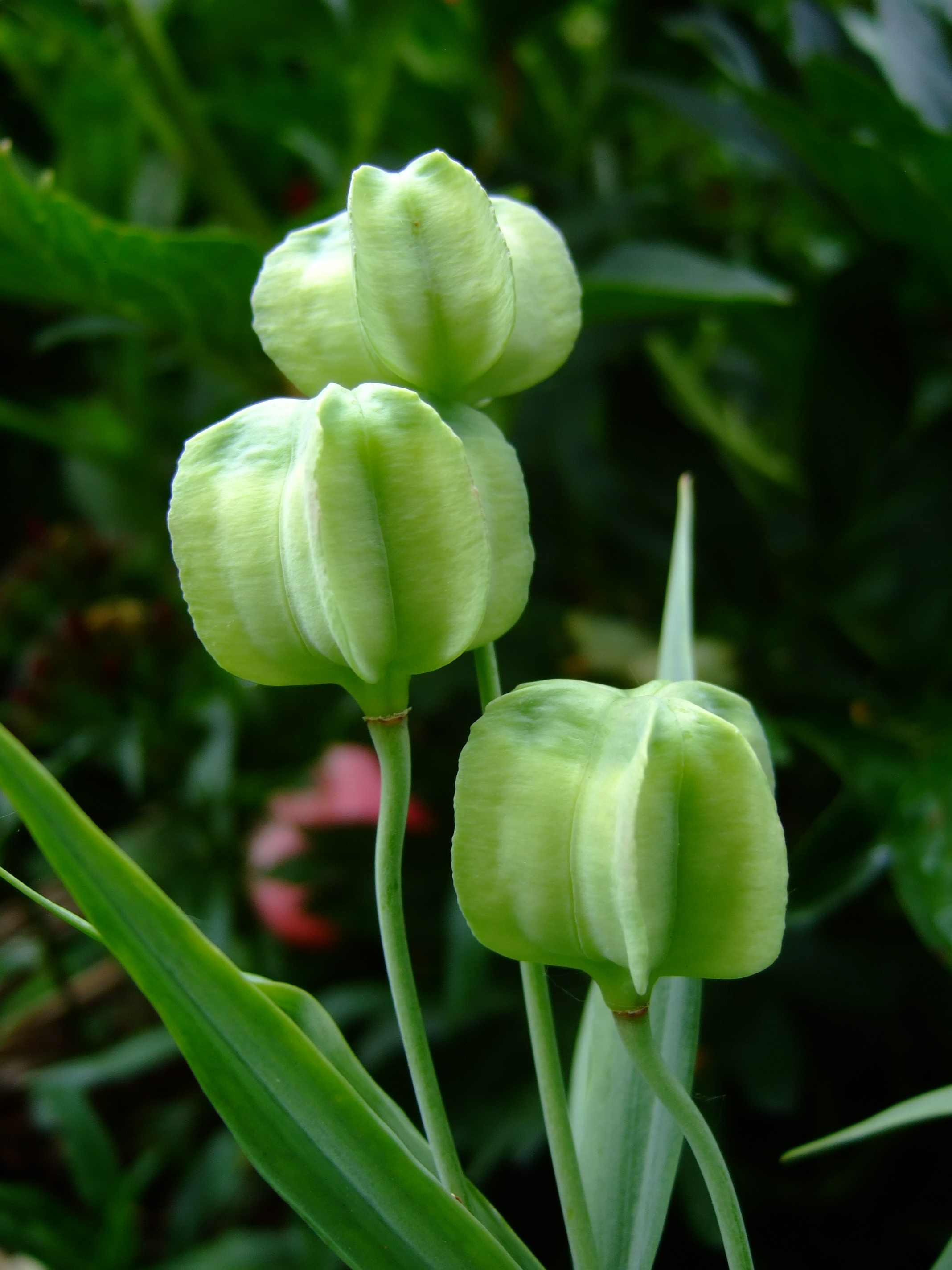
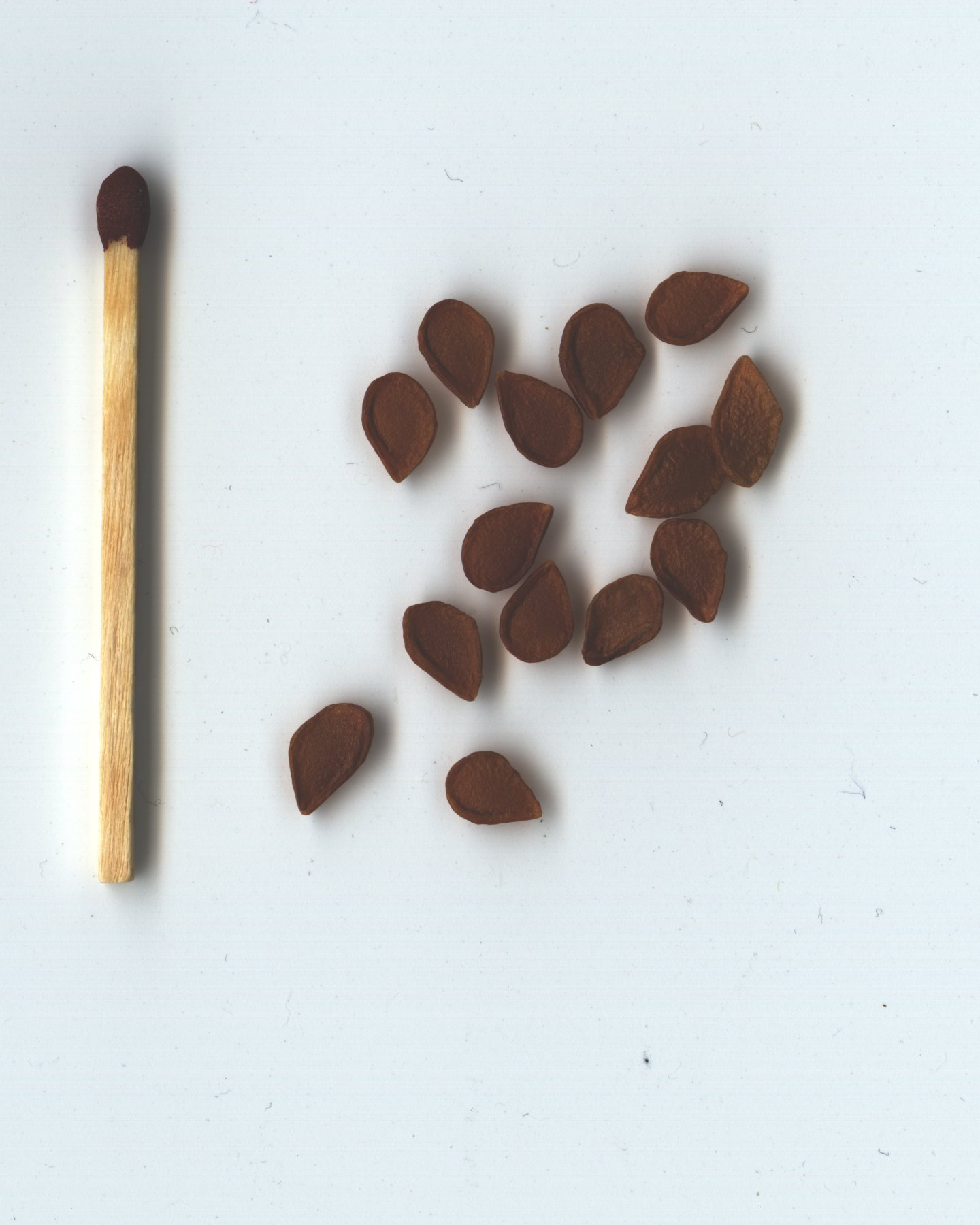